# آرتور لئونارد شالو
آرتور لئونارد شالو (انگلیسی: Arthur Leonard Schawlow; زادهٔ ۵ مه ۱۹۲۱، درگذشت ۲۸ آوریل ۱۹۹۹) فیزیکدان اهل ایالات متحده آمریکا بود که به دلیل کارهایش بر روی لیزر و جایزهٔ نوبل فیزیک که به واسطهٔ آن به همراه نیکولاس بلومبرگر و کای مان برج سیگبان دریافت کرد، در یادها مانده‌است.

## دانش و دین
شالو در جلسات بحث دانش و مذهب شرکت می‌کرد. او دربارهٔ خدا گفته بود:
نیاز به خدا را در جهان و زندگی خودم می‌بینم.
شالو به شدت به موسیقی سنتی آمریکا، جاز علاقه داشت و آثار ضبط شدهٔ آن را جمع‌آوری می‌کرد و از گروه‌های سازندهٔ این نوع موسیقی حمایت می‌کرد.

## آثار
- Schawlow, A L (1995), "Principles of lasers", Journal of clinical laser medicine & surgery (published 1995 Jun), vol. 13, no. 3, pp. 127–30, PMID 10150635 {{citation}}: Check date values in: |publication-date= (help)
- Schawlow, AL (1982), "Spectroscopy in a New Light", Science (published 1982 Jul 2), vol. 217, no. 4554, pp. 9–16, Bibcode:1982Sci...217....9S, doi:10.1126/science.217.4554.9, PMID 17739964 {{citation}}: Check date values in: |publication-date= (help)
- Schawlow, AL (1978), "Laser Spectroscopy of Atoms and Molecules", Science (published 1978 Oct 13), 202 (4364): 141–147, Bibcode:1978Sci...202..141S, doi:10.1126/science.202.4364.141, PMID 17801904 {{citation}}: Check date values in: |publication-date= (help)
- McCaul, B W; Schawlow, A L (1969), "Plasma refractive effects in HCN lasers", Ann. N. Y. Acad. Sci. (published 1969 Feb 10), vol. 168, no. 3, pp. 697–702, Bibcode:1969NYASA.168..697M, doi:10.1111/j.1749-6632.1969.tb43154.x, PMID 5273948 {{citation}}: Check date values in: |publication-date= (help)
- Schawlow, A L (1966), "Lasers", International ophthalmology clinics, vol. 6, no. 2, pp. 241–51, doi:10.1097/00004397-196600620-00002, PMID 5958291